# パンと僕のモモちゃん
『パンと僕のモモちゃん』（パンとぼくのモモちゃん）は、うさとさやによる日本の漫画作品。2017年6月5日から2018年6月24日にかけてYahoo!ブックストア内の『WEBコミックぜにょん』（ノース・スターズ・ピクチャーズ）で連載された。副題は「Bread and my momo」。

## あらすじ
母の聖子を山岳事故で亡くしたシロは母の姉にあたる伯母、モモに引き取られる。それから5年、12歳になったシロとモモは同居生活を続けている。シロはモモに恋心を抱きながらも打ち明けられないが、毎朝、彼女のために危険ではない包丁も火も使わないパン料理を作る。

## 主な登場人物
声の項はアニメ版の担当声優。
シロ / 松野白
声 - 小林大紀
12歳の小学6年生。5年前、母の聖子を亡くしたことにより、母の姉である叔母のモモに引き取られる。モモに恋をしているが、自身の存在が彼女の負担になっているのではいかと葛藤しつつ「共存のたしなみ」として毎朝パン料理を作っている。母の葬儀でモモが泣いているシロを諭した「食べて生きなきゃダメ」という言葉が彼がパン料理を始めるきっかけになっている。母と最後に交わした言葉が「大好き」だったことから大事な人を再び喪うことを恐れ、「大好き恐怖症」になっており、モモに気持ちを打ち明けられないでいる。
モモ / 松野百恵
声 - 増田有華
34歳会社員。無愛想な性格の持ち主で、人間不信になっている影響もあり猫好き。5年前、妹の聖子が登山に行く際にシロを預けたが、聖子が山岳事故で亡くなったことによりシロを引き取り同居している。シロのため、残業はしないかわりに仕事を持ち帰り、家で夜遅くまでパソコンに向かっている。
松野聖子
シロの母。モモの妹。シングルマザーの登山家だった。

## 書誌情報
- うさとさや 『パンと僕のモモちゃん』 ノース・スターズ・ピクチャーズ〈ゼノンコミックス〉、全2巻
  1. 2018年1月20日発売、ISBN 978-4-19-980475-5
  2. 2018年10月20日発売、ISBN 978-4-19-980528-8

## Webアニメ
2018年10月31日より2019年3月1日にかけてアニメ視聴アプリ「アニメBeans」にて配信される。全20話。